# Неделя детской книги
Неделя детской книги — ежегодно проводимое всесоюзное, а с 1992 года всероссийское мероприятие, направленное на популяризацию детской книги. Позже мероприятию было присвоено имя автора названия "Книжкины именины", для праздника, который проводился во время недели детской книги - Льву Кассилю. 

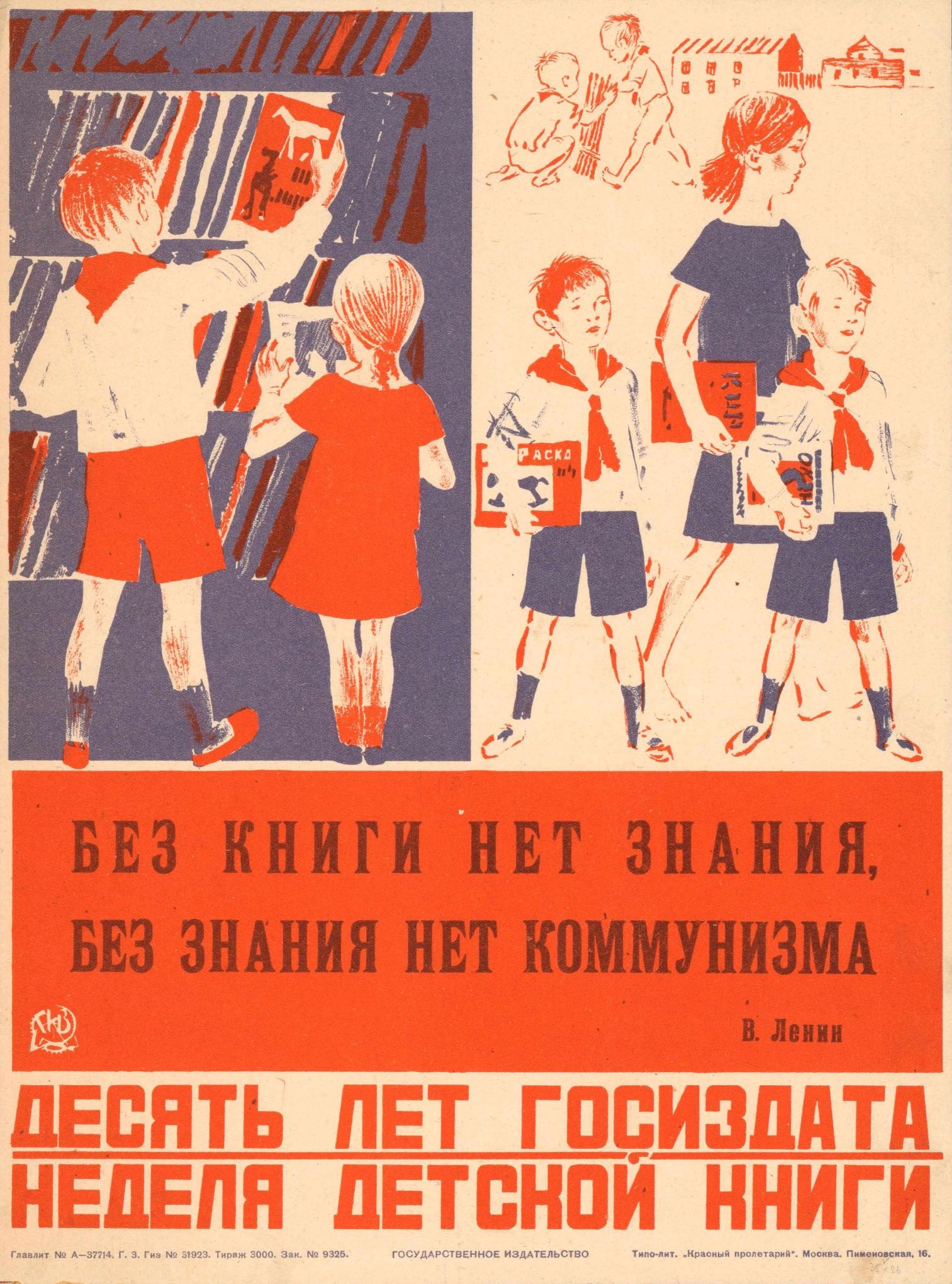
Плакат, посвященный популяризации книгочтения

### История

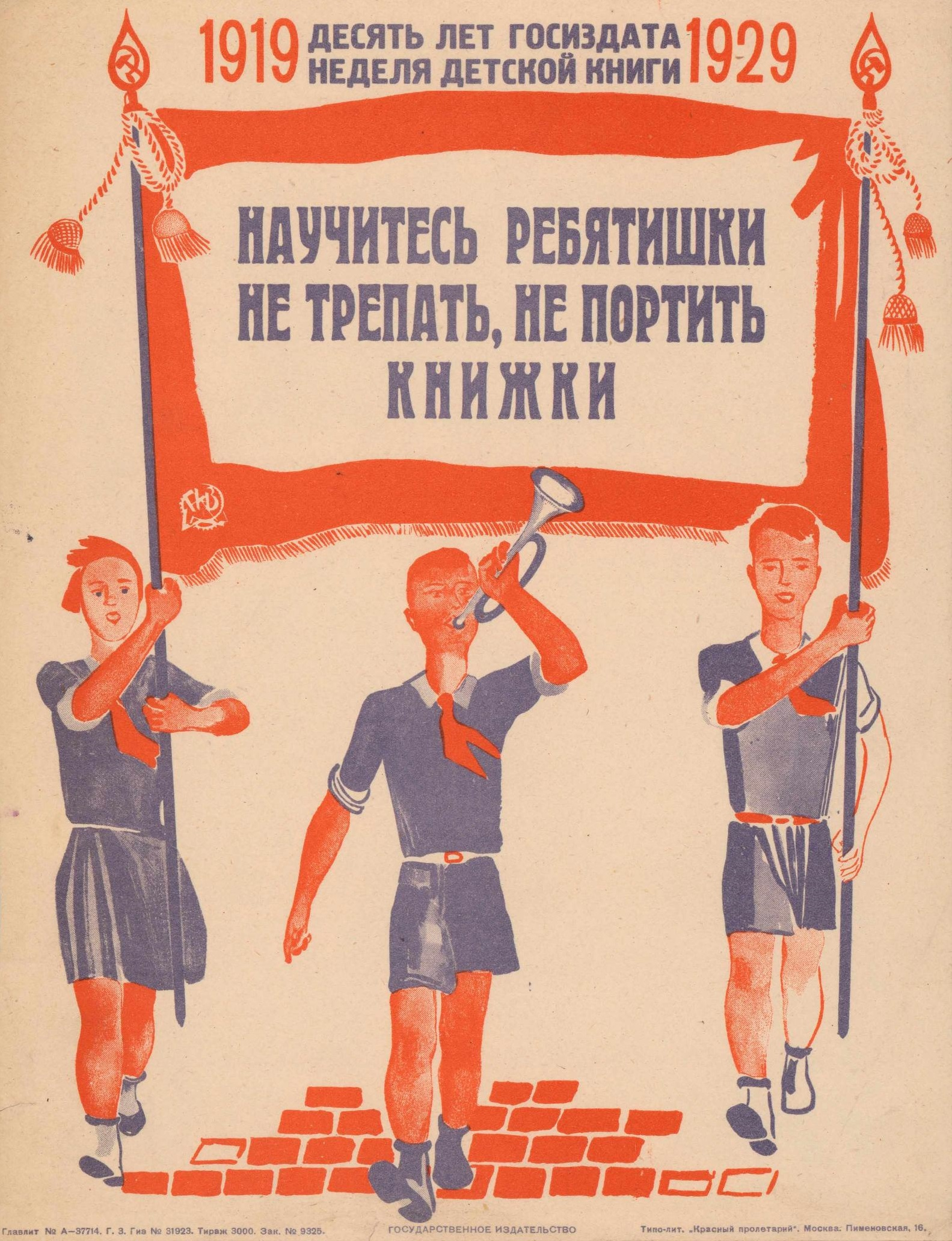
Плакат «Научитесь ребятишки не трепать, не портить книжки»

Праздник детской книги «Книжкины именины» был проведён по инициативе детского писателя Льва Кассиля 26 марта 1943 года в Москве. Школьников пригласили в Колонном зале Дома Союзов, где они слушали выступления писателей, некоторые из которых приехали с фронта. Название праздника придумано Львом Кассилем.
Видеоролик о истории праздника, созданный РГДБ на основе кинохроники из фондов Российского государственного архива кинофотодокументов «Неделя детской книги: история с продолжением»  Видео
Активное участие в событии приняли Самуил Маршак, Сергей Михалков, Агния Барто, К. И. Чуковский, Михаил Пришвин, Вера Инбер, Мария Прилежаева, Зоя Воскресенская, Александр Фадеев. Впоследствии этот день вспоминали как «праздник надежды».
Организаторами праздника стали майор, кавалер ордена Красной Звезды, директор издательства Детгиз Людмила Викторовна Дубровина и писатель, кавалер ордена «Знак почёта» Лев Кассиль.
С 1943 по 1945 год в стране было издано около полутора тысяч книг для детей, в том числе прозаические произведения Леонида Пантелеева «Честное слово», Вениамина Каверина «Два капитана», Валентина Катаева «Сын полка».

Один раз, за всю историю  «Неделя», проводилась не весной, а осенью. И было это в 1945 году. За неделю в Колонном зале Дома Союзов на встречах с писателями побывало 30 тысяч юных москвичей. 7 октября 1945 г. в Колонный зал пришли М. Пришвин, С. Маршак, А. Барто, К. Паустовский, В. Инбер, С Михалков, художники Е. Рачёв, А. Ермолаев. Детские авторы посвящали свои стихотворные строчки уже принятому пионерами и школьниками празднику: 
Однажды Кассиль мне сказал:
— Любуйтесь, хохочущий зал!
Смотрите, как детские лица
От смеха сняют сейчас!
Добавил: „Пусть это продлится
Ещё хоть лет десять для нас.“
И часто в смеющемся зале
Мне слышатся эти слова.
Я помню, как вы мне сказали
Я помню, ведь я-то жива…
И помню, как дети просили:
„Вы к нам пригласите Кассиля“
И каждый мальчишка осилил
Известный швамбранский язык.
— Кассиля! — Кассиля! — Кассиля!
Я слышу ликующий крик.Агния Барто
В 1945 г первая Неделя прошла в Киеве. Её гостями стали Петро Панч, Микола Бажан, Иван Багмут.
Страница в газете «Пионерская правда» (1945 год, № 43) посвящена детским книгам и связана с Неделей детской книги. Писатели рассказывают о своих текущих работах и планах на будущее, а читатели делятся мыслями о прочитанном.
С конца 1950-х «Книжкину неделю» стали проводить по всему Советскому Союзу. Местом празднования каждый год становилась одна из республиканских столиц: 
- 1972 г. — Минск
- 1974 г. — Алма-Ата
- 1975 г. — Тбилиси
- 1977 г. — Вильнюс
- 1978 г. — Кишинев
- 1980 г. — Фрунзе
- 1982 г. — Ереван
- 1986 г. — Киев.

Но официальное открытие всегда проходило в Москве, в Колонном зале. На протяжении многих лет его вел Корней Чуковский. После проведения основных мероприятий в столице, писательские делегации разбивались  на творческие группы и этот  «писательский десант»  забрасывался во все районы республики, где проходили встречи с читателями в школах и библиотеках, Дворцах пионеров и на стадионах.
«Недели книги» превращались в творческие мастер-классы, где шёл обмен опытом, живое общение, озаренное радостью встреч и открытий. Однажды С. Я. Маршак прислал в Колонный зал Дома Союзов, где открывалась очередная неделя, такие стихи:
Пусть эта «Книжкина неделя»
Продлится только до апреля,
Но вы, читающий народ,
Любите книгу круглый год!Самуил Маршак
29 марта 1952 года мероприятия «Недели книги» проходили в Большом лекционном зале Политехнического музея. На встречу с писателями и композиторами пришли совсем юные читатели и старшие школьники. Вот тут и прозвучала новая песня Аркадия Островского и Сергея Михалкова, посвящённая мероприятию «Песенка юных читателей».
В Москве начиная с 1960 года неделя детской книги ежегодно открывалась в Колонном зале и продолжалась во Дворце пионеров на Воробьёвых горах. Это был главный, самый масштабный праздник детского чтения в столице.
С 1970 года важнейшим событием стал ежегодный городской конкурс на знание детской литературы для школьных команд.
Коллективы библиотек в СССР расширили традиции проведения Недели книги. На срече с детьми стали участвовать и детские поэты-переводчики: Борис Заходер, Ирина Токмакова, Григорий Кружков. Включение 1 и 2 апреля в дни празднования недели книги связано с тем, что 1 апреля – день рождения Корнея Ивановича Чуковского, а 2 апреля, в день рождения Х. К. Андерсена, отмечается Международный день детской книги. В этот день в некоторых библиотеках проходят выставки книг детских писателей и художников, награждённых Андерсеновской медалью.
К 2000 году количество участников праздника выросло до 10000 в год.

## Современность
Неделя детской книги, проводится ежегодно в библиотеках Москвы в дни весенних школьных каникул в рамках выполнения целей Программы поддержки детского и юношеского чтения в Российской Федерации (распоряжение Правительства Российской Федерации от 3.06.2017 № 1155-р) и Указа президента Российской Федерации от 29.05.2017 № 240 «Об объявлении в Российской Федерации „Десятилетия детства“».
В 2020 году в результате введения режима повышенной готовности в Москве из-за коронавируса Фестиваль «Книжкины именины» организаторы Централизованная библиотечная система ЮВАО города Москвы разделили на два этапа: заочный (дистанционный) в апреле и основной осенью 2020 года.
С 1 по 17 апреля 2020 года в дистанционном режиме приняли участие 1514 человек из Москвы, Московской, Омской, Тюменской и Нижегородской областей, а также Республики Саха-Якутия.
22 марта 2025 года в Колонном зале Дома Союзов прошла торжественная церемония открытия Всероссийской недели детской книги – 2025.
Ежегодное открытие Недели детской книги в этом знаковом месте проходило вплоть до конца 80-х годов прошлого века. В 2025 году Российская государственная детская библиотека при поддержке Минкультуры России возобновила эту традицию.

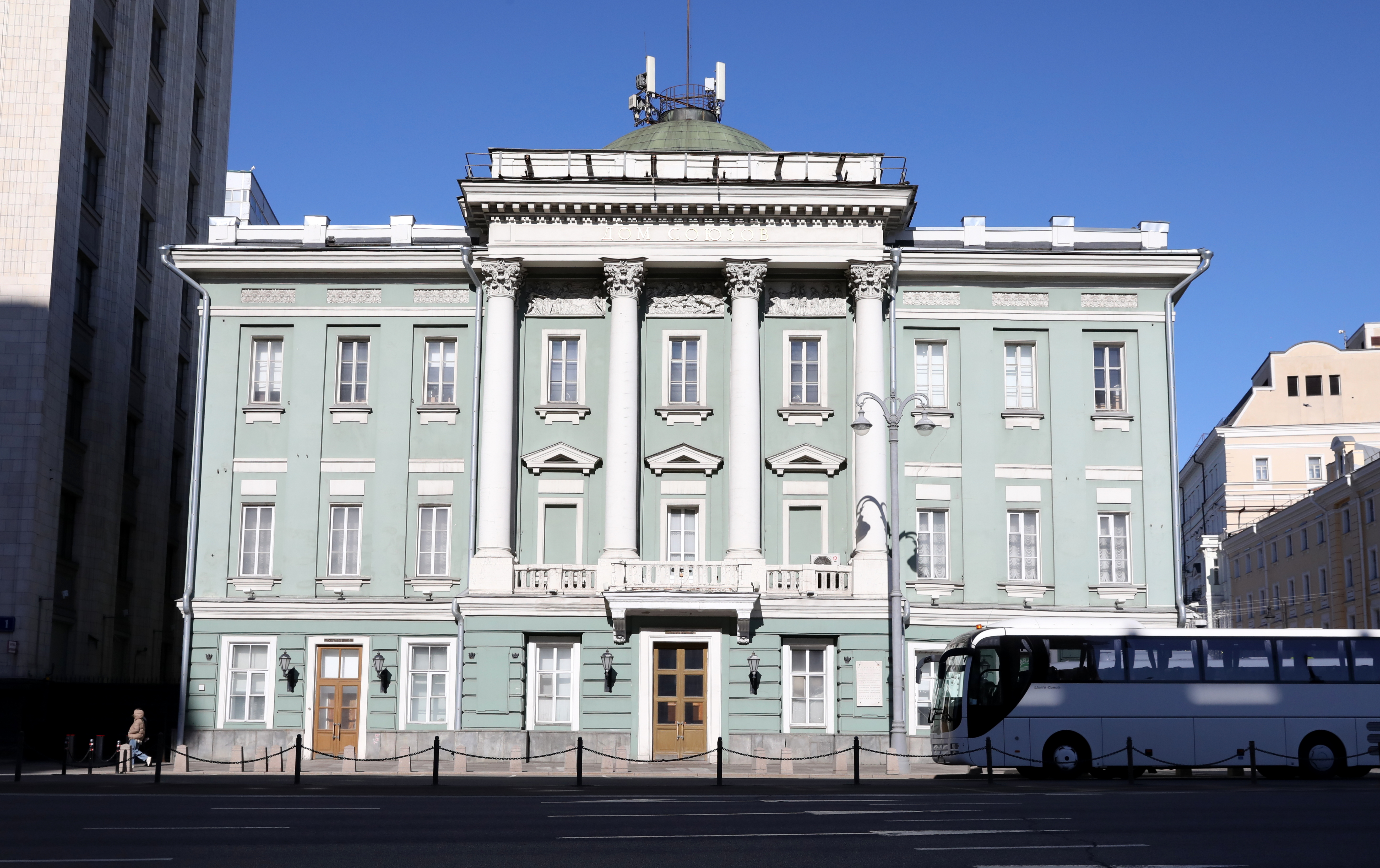
Дом Союзов
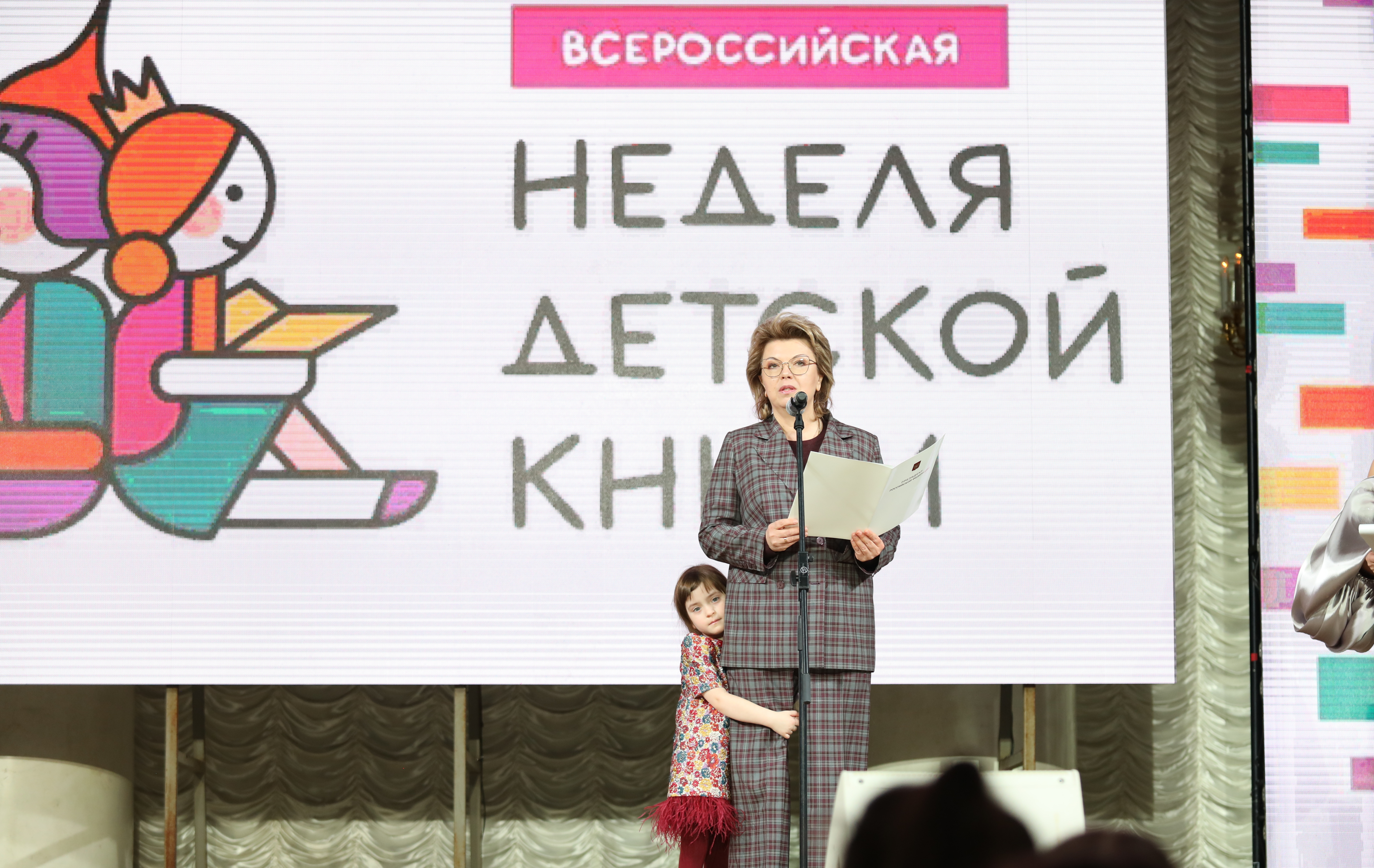
Советник Президента Российской Федерации Елена Ямпольская / Торжественная церемония открытия Всероссийской недели детской книги – 2025 в Колонном зале Дома Союзов
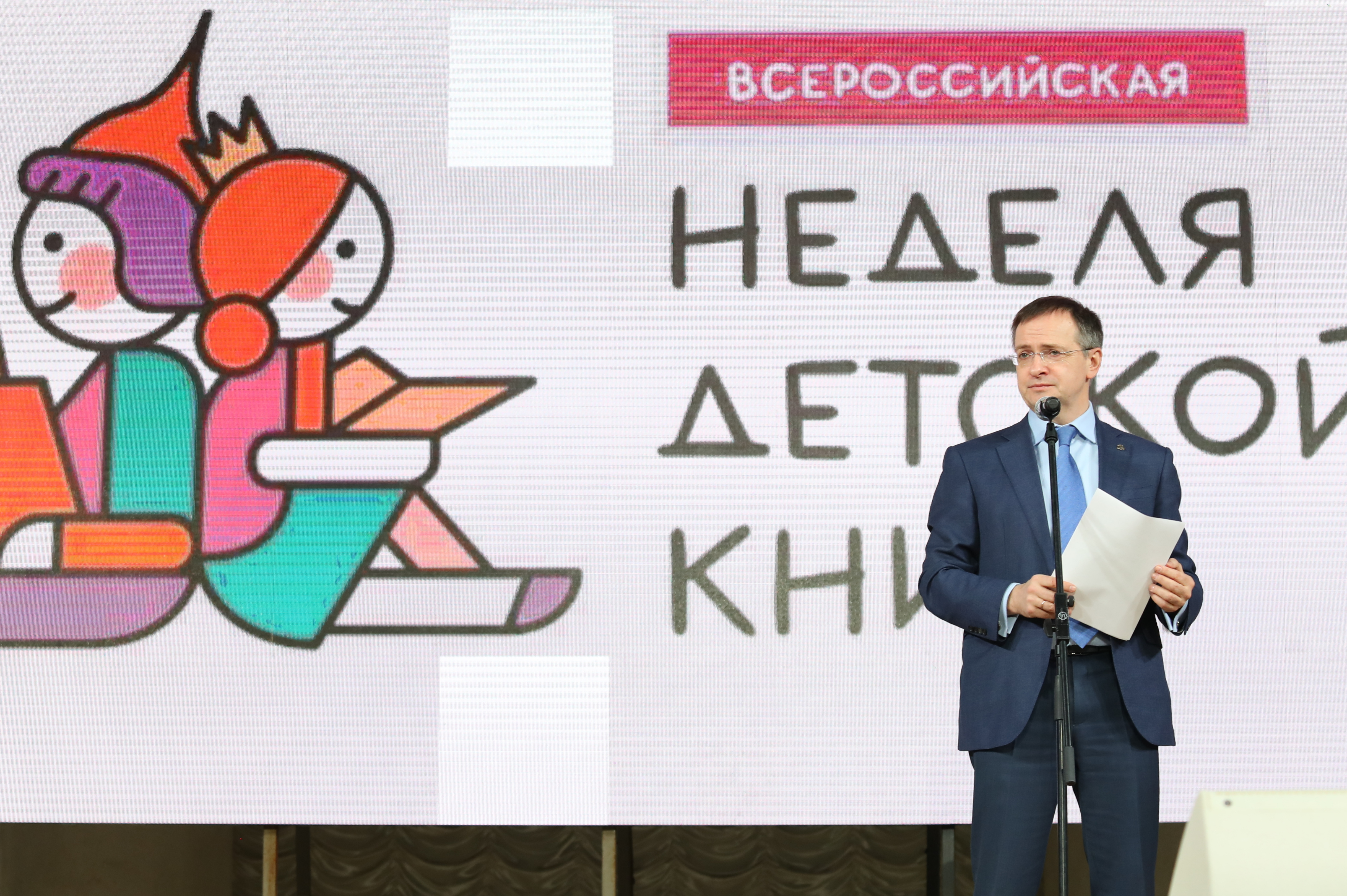
Помощник Президента Российской Федерации, председатель – первый секретарь правления Союза писателей России Владимир Мединский
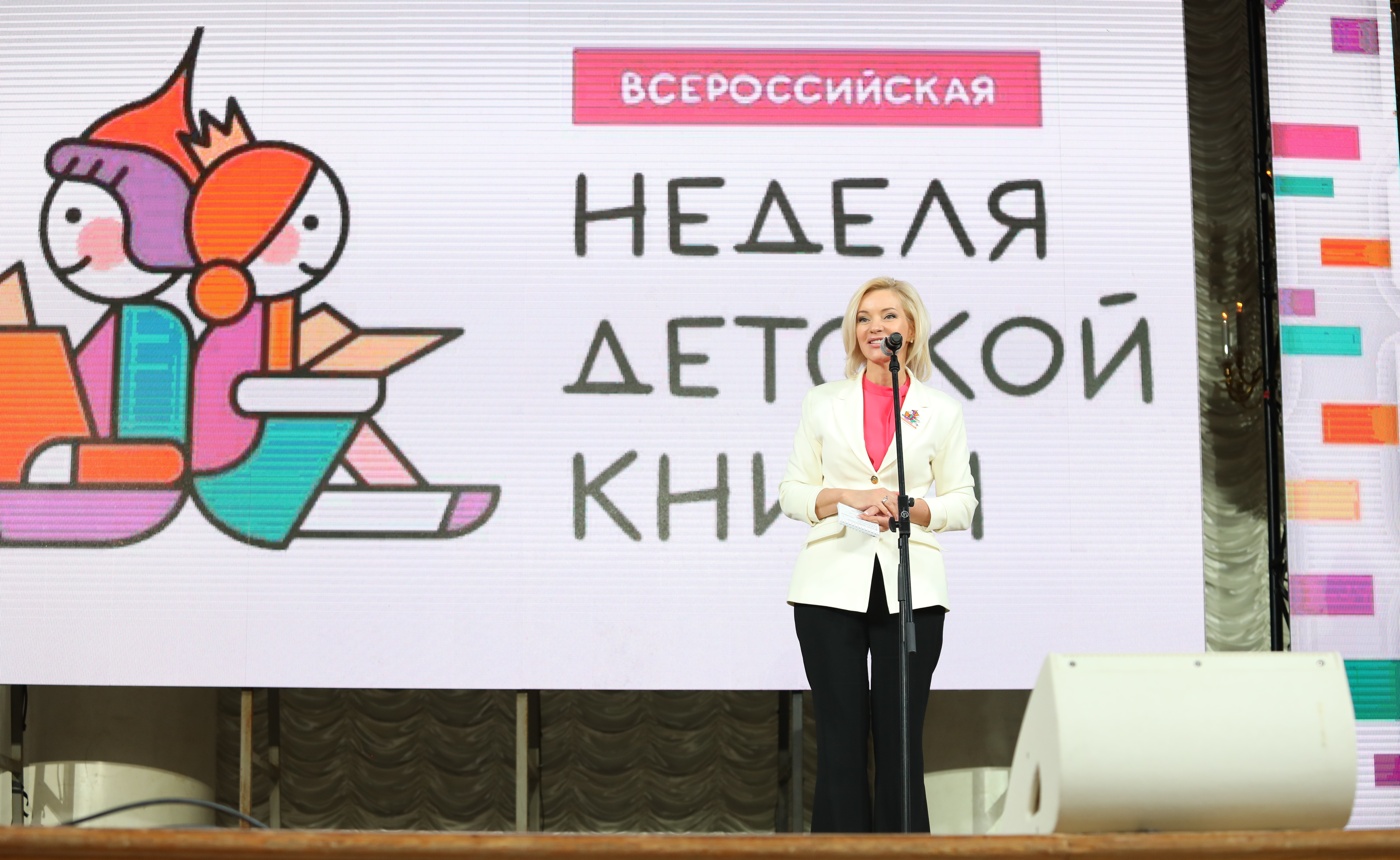
Председатель комитета Государственной Думы по культуре Ольга Казакова
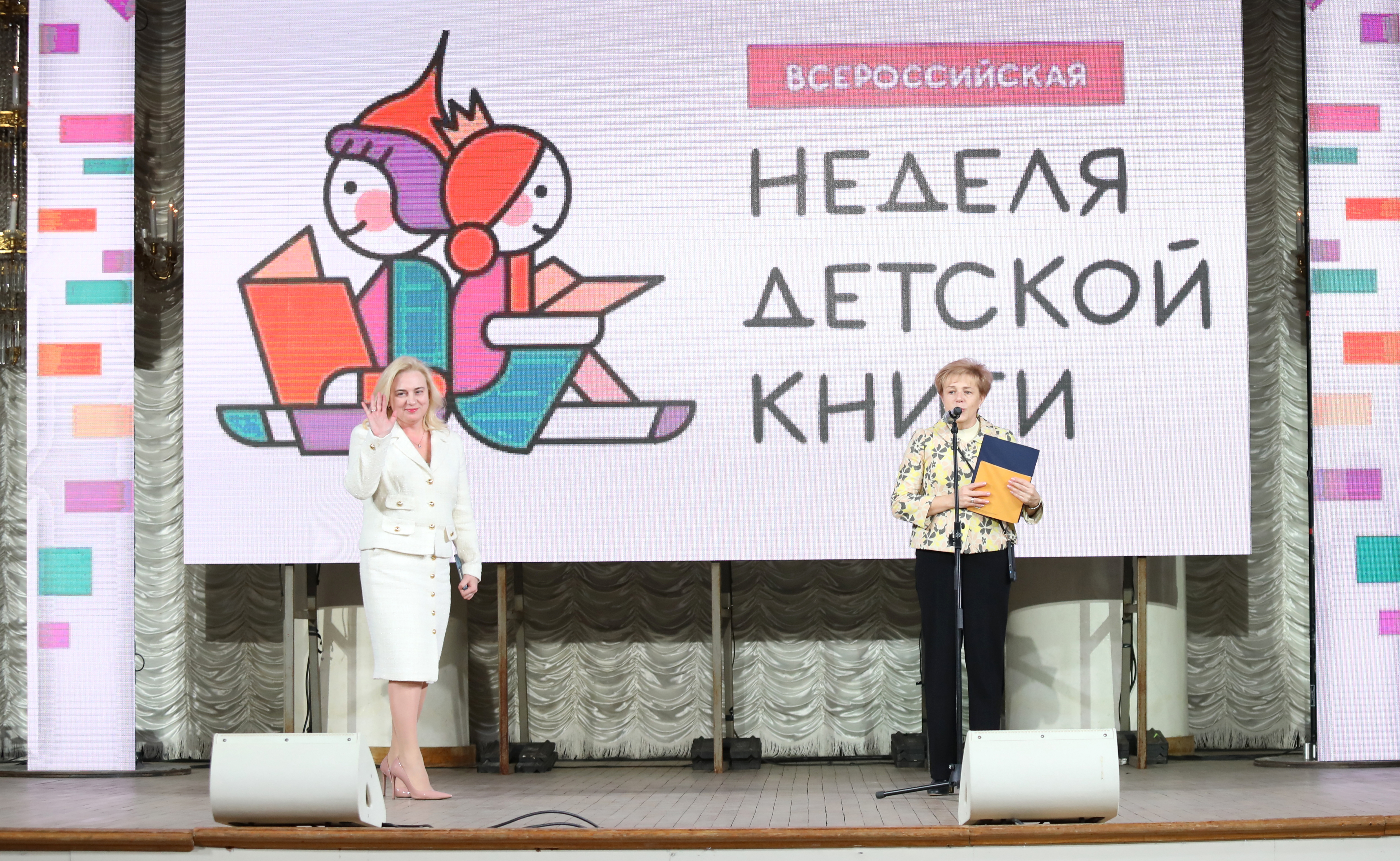
Статс-секретарь – заместитель Министра культуры Российской Федерации Жанна Алексеева, Директор РГДБ Мария Веденяпина
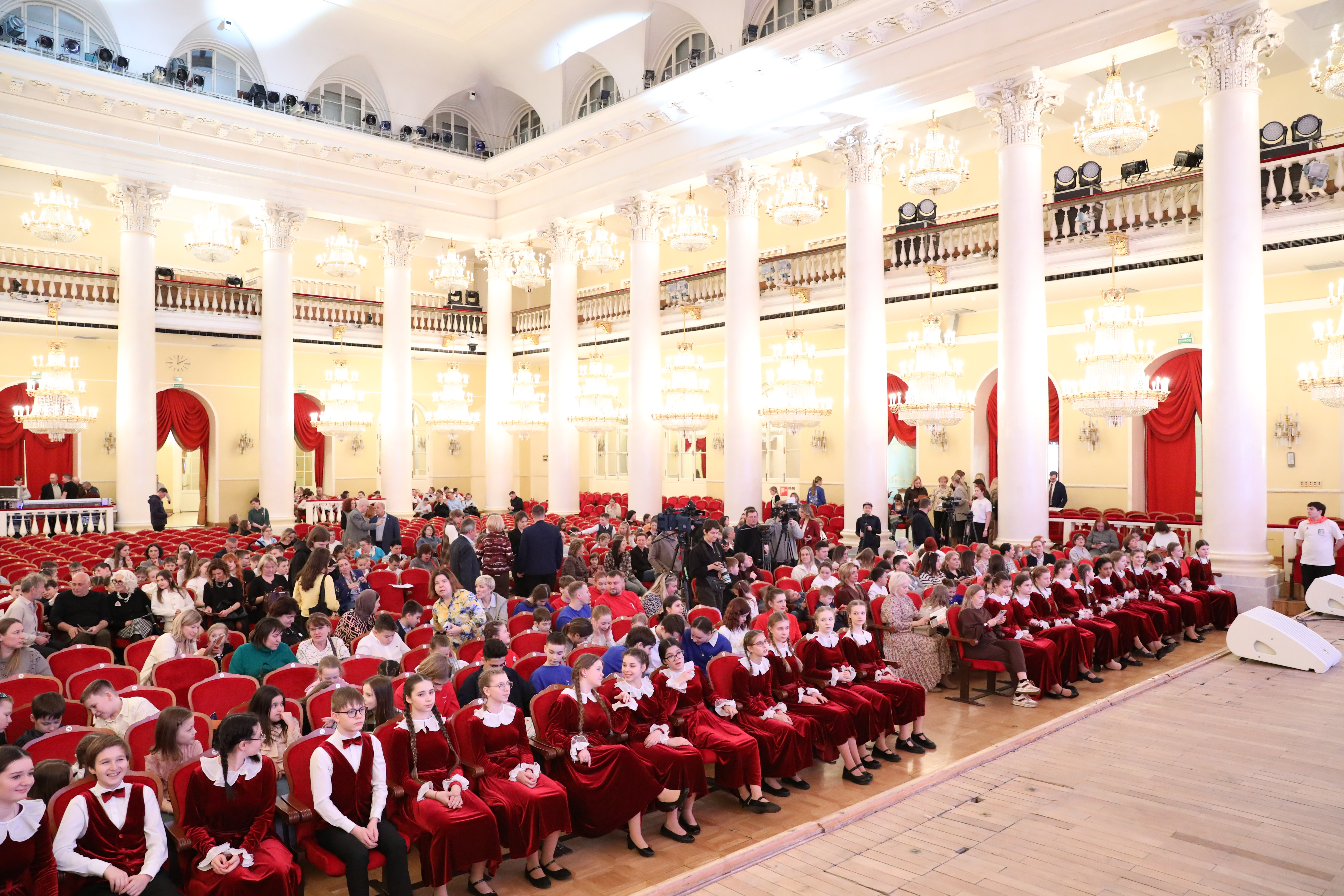
Неделя детской книги в Колонном зале Дома Союзов

Приветствие Президента Российской Федерации Владимира Путина огласила советник Президента Российской Федерации Елена Ямпольская.
Глубоко символично, что в Год 80-летия Великой Победы и Год защитника Отечества Всероссийская неделя детской книги открывается в Колонном зале Дома Союзов. Уверен, что нынешний праздник пройдёт в атмосфере творчества и взаимопонимания, а его насыщенная программа, просветительские проекты и познавательные инициативы, культурные мероприятия будут способствовать продвижению ценностей книжной культуры, развитию у ребят художественного вкуса. Ведь книга, несмотря на бурные технологические изменения, остаётся важнейшим источником знаний, учит добру, воспитывает в человеке лучшие качества, высокие нравственные ориентиры.Владимир Путин
В торжественном открытии НДК приняли участие помощник Президента Российской Федерации, председатель – первый секретарь правления Союза писателей России Владимир Мединский, председатель комитета Государственной Думы по культуре Ольга Казакова, статс-секретарь – заместитель Министра культуры Российской Федерации Жанна Алексеева, Директор РГДБ Мария Веденяпина, а также потомки и родственники классиков детской литературы – семья Кассилей, Дмитрий Чуковский – правнук Корнея Чуковского, Артемий Драгунский – внук Виктора Драгунского.

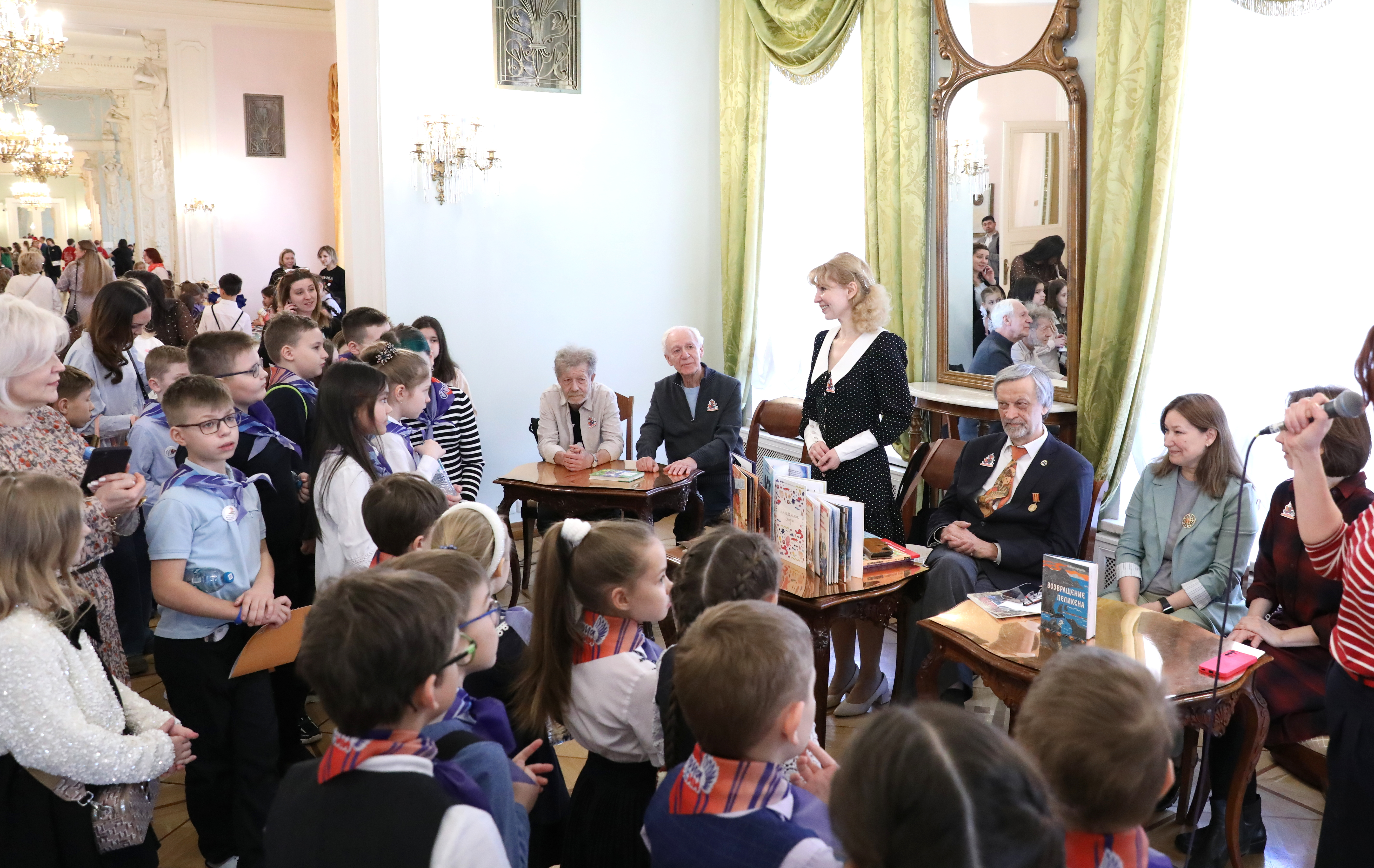
Андрей Усачёв, Виктор Лунин, Марина Тараненко, Юрий Нечипоренко, Алёна Каримова и Екатерина Соболь / Торжественная церемония открытия Всероссийской недели детской книги – 2025 в Колонном зале Дома Союзов
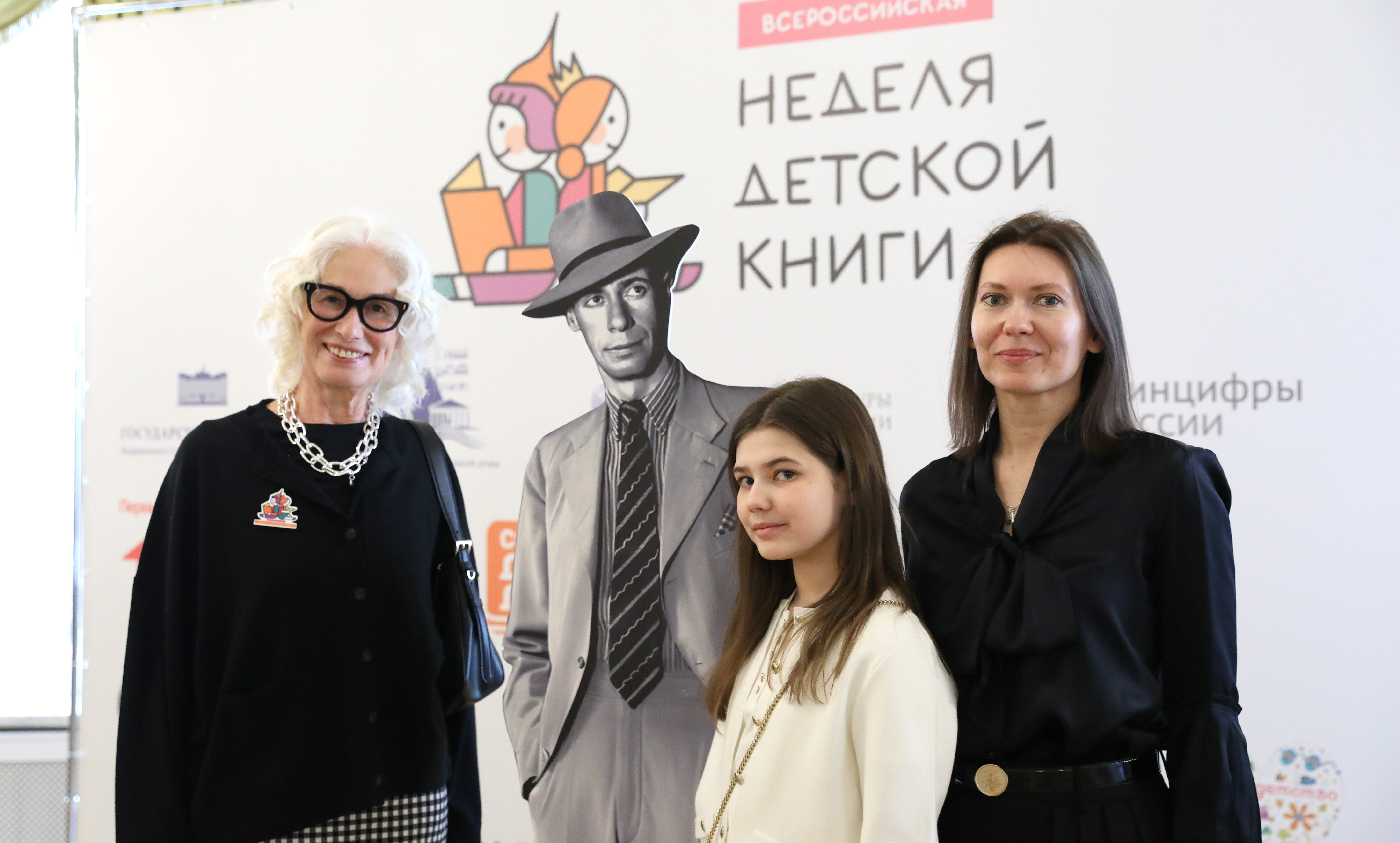
Семья Кассилей / Колонный зал Дома Союзов
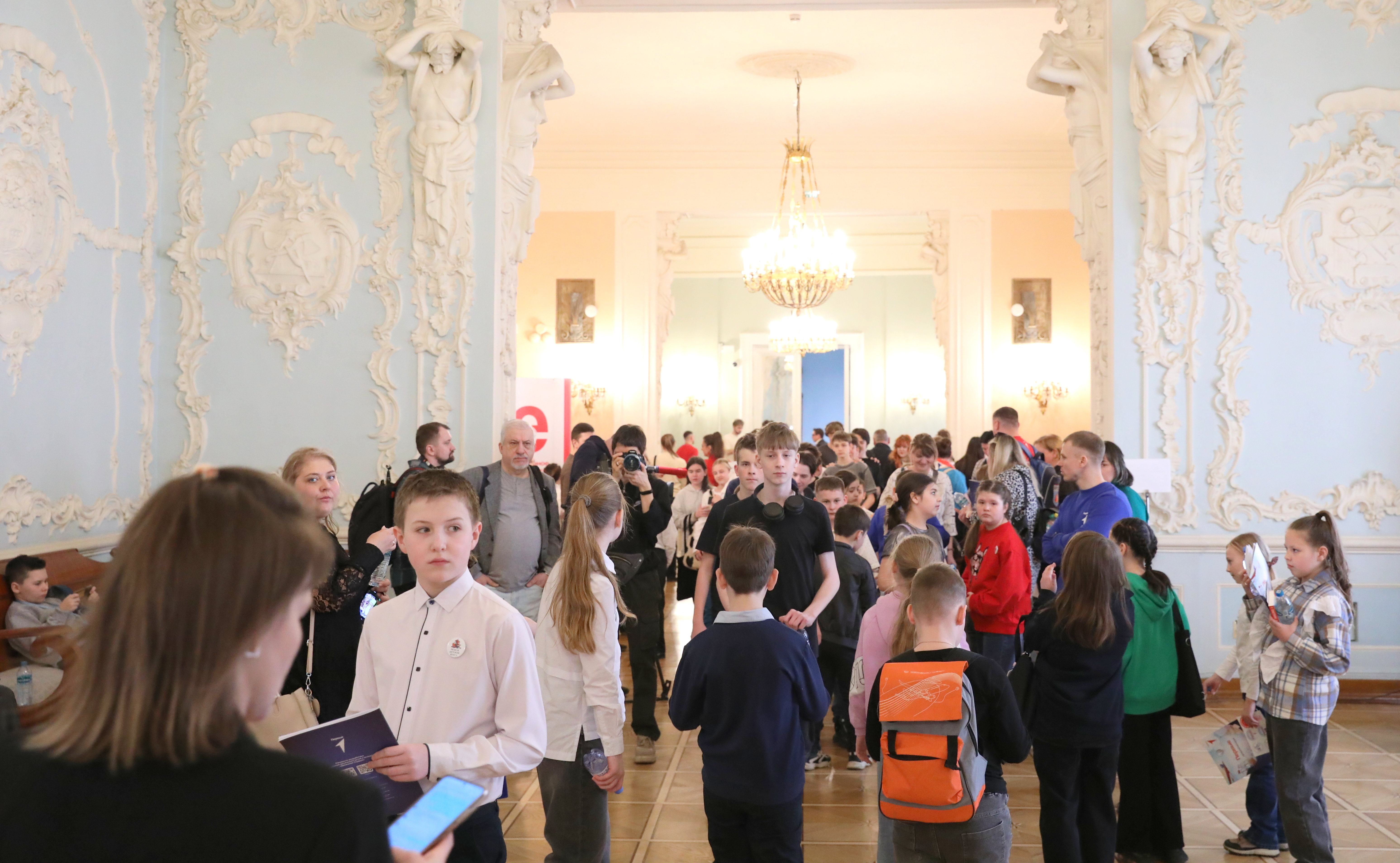
Неделя детской книги - 2025 в Колонном зале Дома Союзов
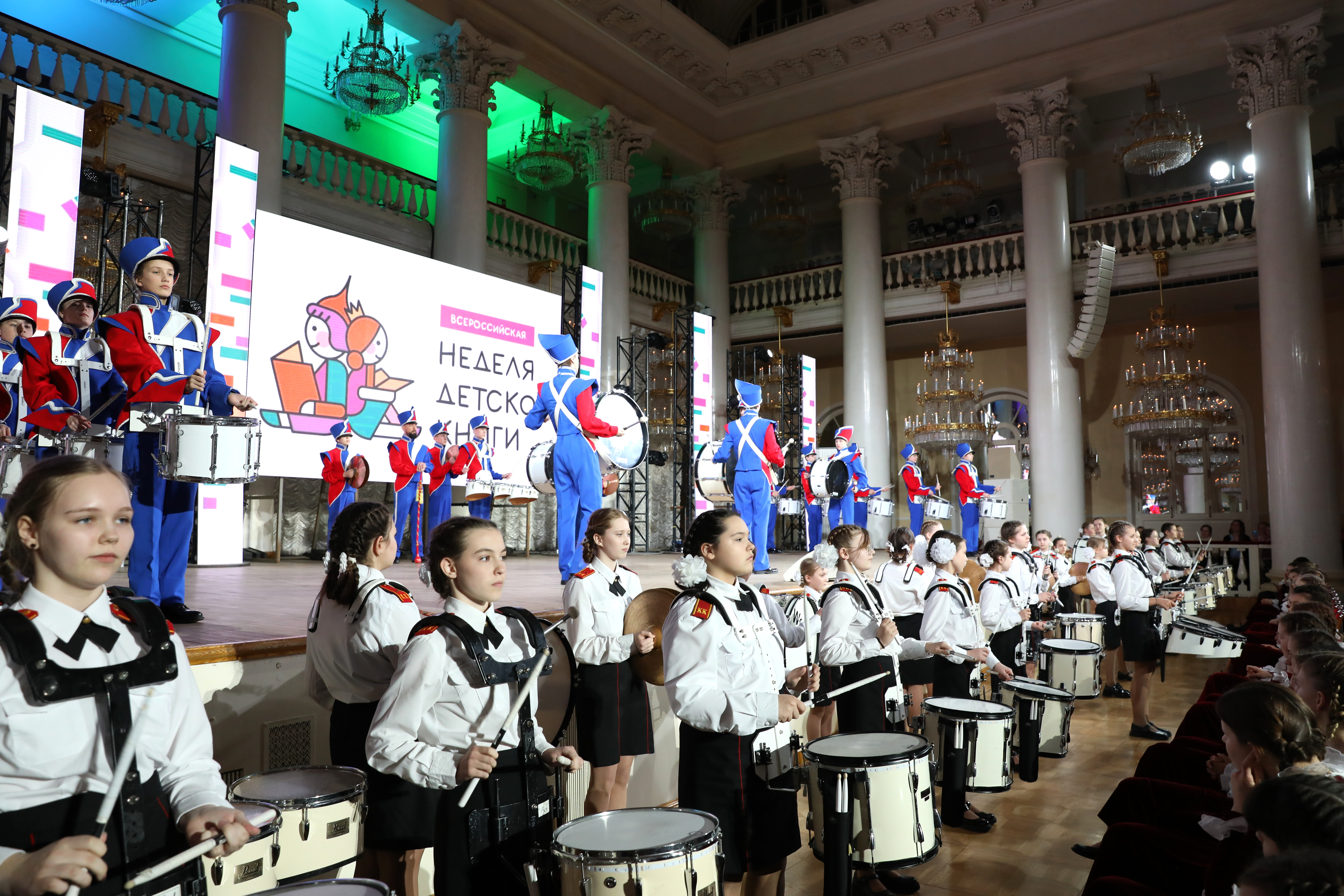
Неделя детской книги в Доме Союзов
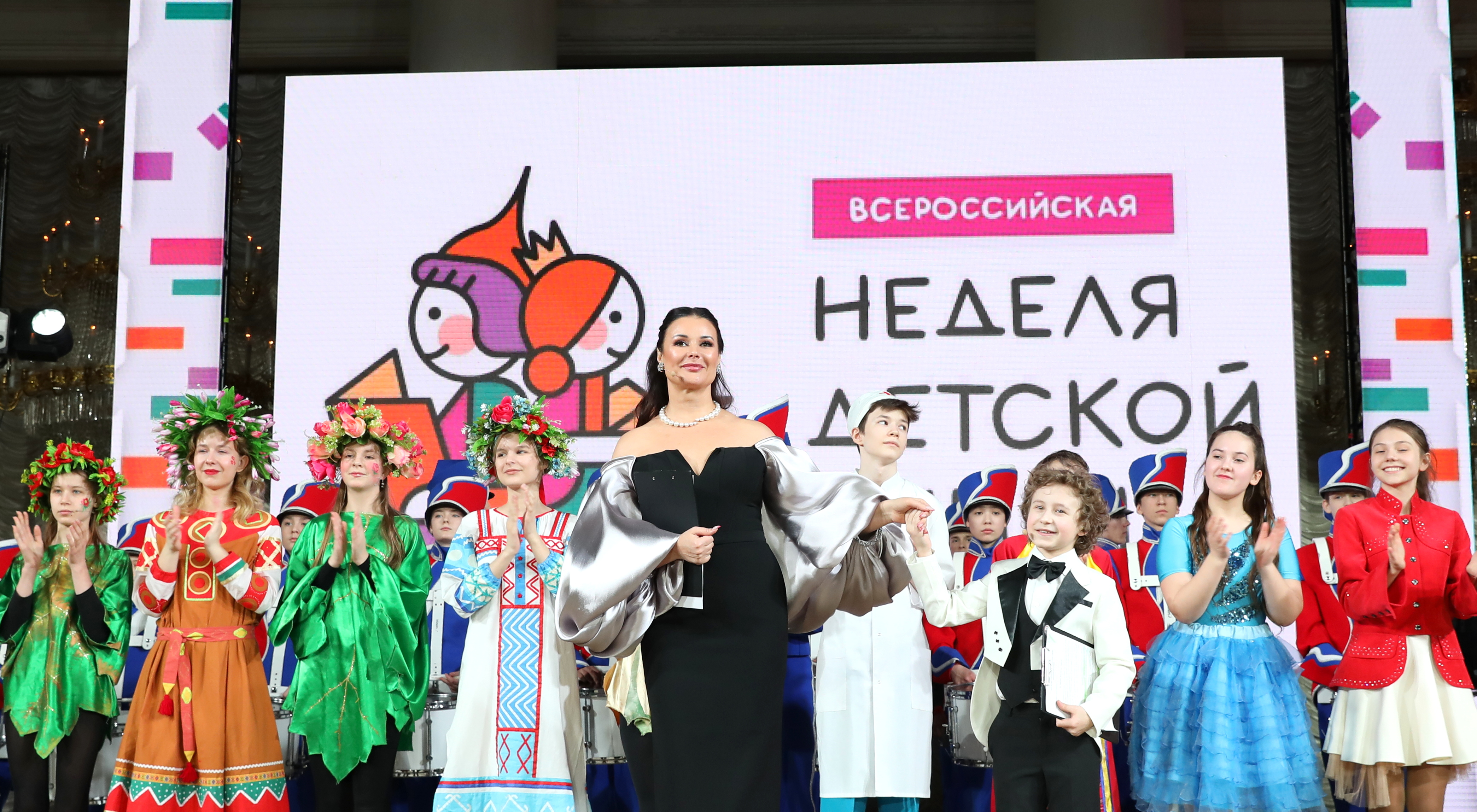
Оксана Фёдорова и Серафим Саломатников. Открытие Недели детской книги - 2025 в Колонном зале Дома Союзов
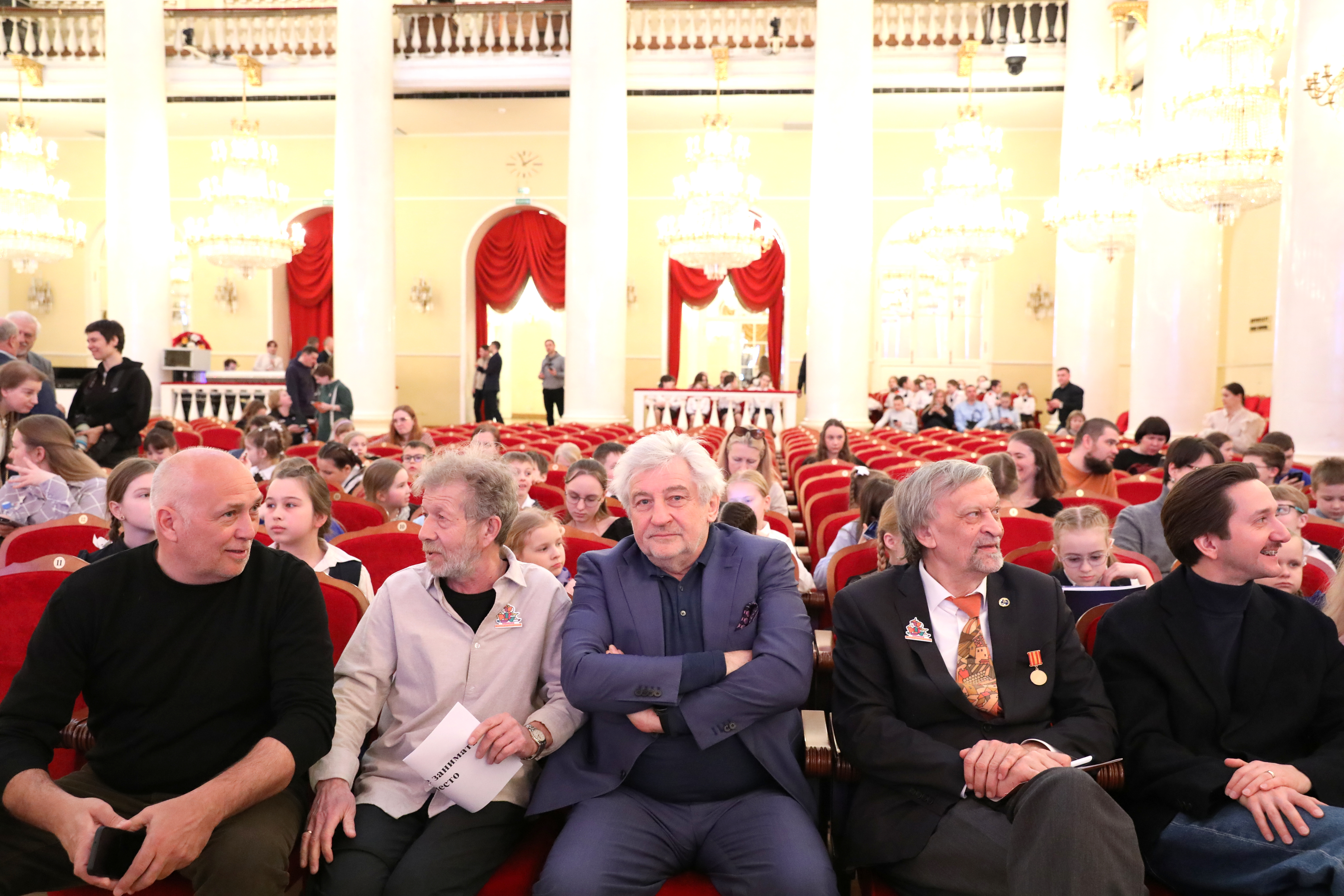
Дмитрий Чуковский, Андрей Усачёв, Владимир Григорьев, Юрий Нечипоренко, Артемий Драгунский / Неделя детской книги